# دهستان شلاهی
دهستان شلاهی نام دهستانی در بخش مرکزی شهرستان آبادان، استان خوزستان در ایران است. براساس سرشماری مرکز آمار ایران در سال ۱۳۹۵، جمعیت آن ۱۵،۹۹۱ نفر (۴،۴۰۶ خانوار) بوده‌است.